# Selastele
Selastele is een geslacht van weekdieren uit de klasse van de Gastropoda (slakken).

## Soorten
- Selastele kopua (B.A. Marshall, 1995)
- Selastele limatulum (B. A. Marshall, 1995)
- Selastele onustum (Odhner, 1924)
- Selastele pictum B.A. Marshall, 1995
- Selastele retiarium (Hedley & May, 1908)